# A walk in the park
「a walk in the park」（ウォーク・イン・ザ・パーク）は、日本の元女性歌手、安室奈美恵の単独名義では8枚目のシングル。1996年11月27日にavex traxから発売された。小室哲哉プロデュースによる楽曲である。

## 解説
- 自身が出演した日立マクセル（現・マクセル）「UD2」のCFイメージソング。
- 歌詞が締め切り前日になっても何を書くのかが決まらず、レコーディングの現場であるマリブのスタジオの近くの公園を歩いていたら、タイトルが決まった[1]。表記では「a」が付くが、曲名としては「a」は読まず「ウォーク・イン・ザ・パーク」と読む[2]。歌唱としては「エイ」と発音している。これはバックトラックが先に完成していたために、思いついたタイトルの流れを崩したくなかった小室がマリブのスタッフに質問したら「この表現はありますよ」と返されて「助かった」とすぐに採用したからである[1]。
- テーマは「失恋してからある程度時間が経った女の子の視点で進み、悲しい別れだったとしても、女の子の思いを男の子が知って、お互いに『いい恋だったんだな』と思える。あの日は晴れていた。そばに男の子はいないけど、冬の空でも暖かな太陽が出ている。この暖かさがあれば寂しくない」という物語を描く様にした[1]。
- お馴染みの元dos・KABAによる振付。タモリが、振付含めお気に入りの曲として挙げていた。
- 同時期に、第25回“ベストドレッサー賞”を受賞（女性部門）。
- 翌年1997年には、前半の全国ツアータイトルにもなった“Namie Amuro tour 1997 a walk in the park”を開催し、12万人を動員した。

## 評価
- 小室は「『わかりやすい』要素と『考えさせる』要素を自分なりに上手く共存させることができた」と振り返っている[1]。
- 松尾潔は「日本の歌謡曲の伝統とR&Bのエッセンスが最も有機的に結合した例の一つ」と評している[3]。

## セールス
- 累計出荷枚数は110万枚[4]。
- オリコンチャートにおける累計売上枚数は106.7万枚[5]。

## 主な記録
- 1997オリコン年間カラオケリクエスト回数12位。
- HEY!HEY!HEY! MUSIC CHAMPパーフェクトランキング・2週連続（97/01/13～97/01/20・#097～98）1位。
- HEY!HEY!HEY! MUSIC CHAMP97年上半期・邦楽パーフェクトランキング9位。
- HEY!HEY!HEY! MUSIC CHAMPパーフェクトランキング・3 YEARS BEST 100（95・96・97）45位。

## 収録曲
| 全作詞・作曲・編曲: 小室哲哉。 |                                                      |          |            |      |
| #                              | タイトル                                             | 作詞     | 作曲・編曲 | 時間 |
| 1.                             | 「a walk in the park (STRAIGHT RUN)」                | 小室哲哉 | 小室哲哉   | 5:36 |
| 2.                             | 「a walk in the park (FABULOUS FREAK BROTHERS MIX)」 | 小室哲哉 | 小室哲哉   | 6:59 |
| 3.                             | 「a walk in the park (BACK TRACK WITH TK)」          | 小室哲哉 | 小室哲哉   | 5:36 |
| 合計時間:                      | 合計時間:                                            | 18:11    |            |      |

## クレジット
レコーディング・メンバー
- 小室哲哉 : Synthesizer Programming, Manipulating, Keyboards, Chorus
- Michael Thompson : Guitars
- 佐野健二 : Bass

スタッフ
- Produced : 小室哲哉
- Mixed : Eddie Delena
- Additional Production (#2) : Robert Arbittier, Gary Adante (Noisy Neighbors)

## 収録作品
| 規格     | タイトル                                                                             | 種類                   | 備考                                                                                         |
| -------- | ------------------------------------------------------------------------------------ | ---------------------- | -------------------------------------------------------------------------------------------- |
| CD       | Concentration 20                                                                     | オリジナルアルバム     | ※ リミックス・バージョン (remixと表記) で収録。                                              |
| CD       | 181920                                                                               | ベストアルバム         | - ミュージック・ビデオ集「181920 films」をセットにした、 DVD付属盤『181920 & films』も存在。 |
| CD       | namie amuro 5 Major Domes Tour 2012 〜20th Anniversary Best〜                        | ライヴアルバム         | 項目参照                                                                                     |
| CD       | Finally                                                                              | ベストアルバム         | 楽曲を再録・ニューレコーディングで収録。                                                     |
| 配信限定 | namie amuro 25th ANNIVERSARY LIVE in OKINAWA at 宜野湾海浜公園野外特設会場 2017.9.16 | 配信限定ライヴアルバム | 項目参照                                                                                     |
| 配信限定 | namie amuro Final Tour 2018 〜Finally〜 at Tokyo Dome 2018.6.3                       | 配信限定ライヴアルバム | 項目参照                                                                                     |
| 映像作品 | 181920 films                                                                         | ミュージック・ビデオ集 | 本作と次作MV集「filmography」を1つにコンパイルさせた『181920 films + filmography』も存在。   |
| 映像作品 | Namie Amuro Concentration 20 Live in Tokyo Dome                                      | ライヴ映像             | 項目参照                                                                                     |
| 映像作品 | NAMIE AMURO TOUR “GENIUS 2000”                                                       | ライヴ映像             | 項目参照                                                                                     |
| 映像作品 | namie amuro BEST CLIPS                                                               | ミュージック・ビデオ集 | avexによる、90年代にデビューしたアーティストの一環による廉価版作品。                         |
| 映像作品 | namie amuro SO CRAZY tour featuring BEST singles 2003-2004                           | ライヴ映像             | 項目参照                                                                                     |
| 映像作品 | namie amuro BEST tour “Live Style 2006”                                              | ライヴ映像             | 項目参照                                                                                     |
| 映像作品 | namie amuro 5 Major Domes Tour 2012 〜20th Anniversary Best〜                        | ライヴ映像             | 項目参照                                                                                     |
| 映像作品 | namie amuro 25th ANNIVERSARY LIVE in OKINAWA                                         | ライヴ映像             | - 『namie amuro Final Tour 2018 〜Finally〜』内に付属                                        |
| 映像作品 | namie amuro Final Tour 2018 〜Finally〜                                              | ライヴ映像             | ※ 豪華盤のみ、5公演 (愛知・大阪・札幌・福岡・5月東京) の映像が存在する。                     |